# Convento de San Agustín (Hernani)
El convento de San Agustín en Hernani (Guipúzcoa, España) lo componen una serie de edificios que partiendo de la iglesia se van sumando organizados en torno a un sencillo claustro. Estos elementos son los siguientes:

## La Iglesia y su portada
La iglesia orientada al este, primitiva parroquia de Hernani, es el elemento más antiguo del conjunto. Es una sencilla construcción de una sola nave de planta rectangular con el presbiterio plano, y dispone de amplio coro y techo de estructura de madera vista. A diferencia del resto de las edificaciones del conjunto, la Iglesia se construye en sillería de piedra caliza, y se cubre con una cubierta de cuatro faldones diferenciándola del resto de construcciones.
Conserva su amplia portada de acceso, con bocinas de arquivoltas de sección cuadrada decoradas con sencillas estrías y apoyadas en otras tantas pilastras decoradas de igual manera. Toda ella está realizada en cuidada sillería de piedra arenisca sin decoración figurativa alguna. Este elemento da fe de la antigüedad de la iglesia, y por las características de su composición y decoración parecen ubicarlo en el siglo XIII o inicios del XIV, en periodo protogótico. Es este el elemento singular el que concita el máximo interés del conjunto debido a su calidad, especialmente dentro del panorama del arte románico en el territorio de Guipúzcoa. Sobre la portada se dispone una espadaña revestida de mortero.

## Las dependencias de las monjas en torno al claustro
Partiendo de la construcción original de la iglesia, con la fundación del convento a mediados del siglo XVI se adosan tres alas a su muro izquierdo, todo ello organizado en torno a un claustro central rectangular. Las nuevas alas junto con la Iglesia constituyen el cuerpo central fundamental del convento y en ellas se disponen las dependencias de las monjas. Estas dependencias se componen de locutorios, salas y refectorio en planta baja y celdas en la primera. En este claustro se sitúa un amplio arcosolio abierto en el muro de la Iglesia, con arco de medio punto sobre sendas pilastras, todas ellas con molduras rehundidas, y realizado con sillares de piedra arenisca.
Las nuevas alas mantienen las características fundamentales de altura y volumen de la primitiva Iglesia y se diferencian de esta en su construcción a base de muros portantes de mampostería y la formación de las cubiertas, quedando así claramente identificables las dos partes que constituyen este cuerpo central: Iglesia y dependencias. En épocas recientes se le adosó al lateral este de estas dependencias un pórtico de hormigón armado de planta baja a modo de terraza.

## La hospedería
Adosada a la esquina noroeste del cuerpo central de las dependencias se sitúa una modesta construcción de dos plantas y acceso directo desde el exterior construida con muros de mampostería y estructura de madera.

## La granja
Adosada al ala norte de las dependencias conventuales se añadió un amplio cuerpo longitudinal de muros perimetrales de mampostería y estructura leñosa de dos plantas y un espacioso desván. En este cuerpo se disponen en planta baja cocinas lavandería con tendero, almacén y dependencias relacionadas con la explotación agrícola. En planta primera se disponen celdas, aseos, almacenes y biblioteca.

## La casa rectoral
Frente a la portada de la iglesia se ubica la casa rectoral, de planta baja y dos altas de viviendas.